# 343 (numero)
Trecentoquarantatré (343) è il numero naturale dopo il 342 e prima del 344.

## Proprietà matematiche
- È un numero dispari.
- È un cubo perfetto, infatti 73 = 343.
- È un numero composto con 4 divisori: 1, 7, 49, 343. Poiché la somma dei suoi divisori (escluso il numero stesso) è 57 < 343, è un numero difettivo.
- È un numero palindromo nel sistema di numerazione posizionale a base 6 (1331), a base 11 (292) e nel sistema numerico decimale.
- È un numero bello di Friedman nel sistema decimale.
- È parte delle terne pitagoriche (343, 1176, 1225), (343, 8400, 8407), (343, 58824, 58825).
- È un numero congruente.

## Astronomia
- 343 Ostara è un asteroide della fascia principale del sistema solare.

## Astronautica
- Cosmos 343 è un satellite artificiale russo.